# Pseudanthias parvirostris
Pseudanthias parvirostris is een straalvinnige vis behorend tot het geslacht Pseudanthias. De vis komt voor in de Grote Oceaan en Indische Oceaan kan een lengte bereiken van 7,5 cm.